# Kordelia (księżyc)
Kordelia (Uran VI) – najbardziej wewnętrzny księżyc Urana. Został odkryty 20 stycznia 1986 roku na zdjęciach przesłanych przez sondę Voyager 2.
Znanych jest niewiele szczegółowych danych na jego temat. Jego nazwa pochodzi od imienia najmłodszej córki tytułowego bohatera sztuki Król Lear Williama Shakespeare’a.
Kordelia pełni funkcję wewnętrznego księżyca pasterskiego dla pierścienia epsilon Urana. Orbita Kordelii znajduje się wewnątrz granicy Roche’a Urana, w związku z tym księżyc jest powoli rozrywany przez siły pływowe.